# Anisol
Anisol, ou metoxibenzeno é o composto orgânico, um éter, de fórmula Ph-O-CH3 (em que Ph- é o radical fenil), ou CH3OC6H5. É um líquido incolor com um odor agradável reminiscente de semente de anis, e de fato muitos de seus derivados são encontrados em fragrâncias naturais e artificiais. Apresenta um sabor adocicado. O composto é principalmente produzido artificialmente e é um precursor em síntese orgânica para outros compostos sintéticos.

## Reatividade
Anisol sofre reação de substituição eletrofílica aromática mais rapidamente do que o benzeno, que por sua vez reage mais rapidamente do que o nitrobenzeno. O grupo metóxi é um grupo direcionador orto/para, o que significa que a substituição eletrofílica preferencialmente ocorre nestes três locais. A nucleofilicidade reforçada do anisol vs benzeno reflete a influência do grupo metóxi, o qual torna o anel mais rico em elétrons. 
Ilustrativo de sua nucleofilicidade, anisol reage com anidrido acético resultando 4-metoxiacetofenona:
CH3OC6H5  +  (CH3CO)2O   →   CH3OC6H4C(O)CH3  +  CH3CO2H